# Gadźipur
Gadźipur' (beng. গাজীপুর, ang. Gazipur) – miasto w Bangladeszu, w prowincji Dhaka. W 2011 roku liczyło około 179 tysięcy mieszkańców.